# Feng-huang

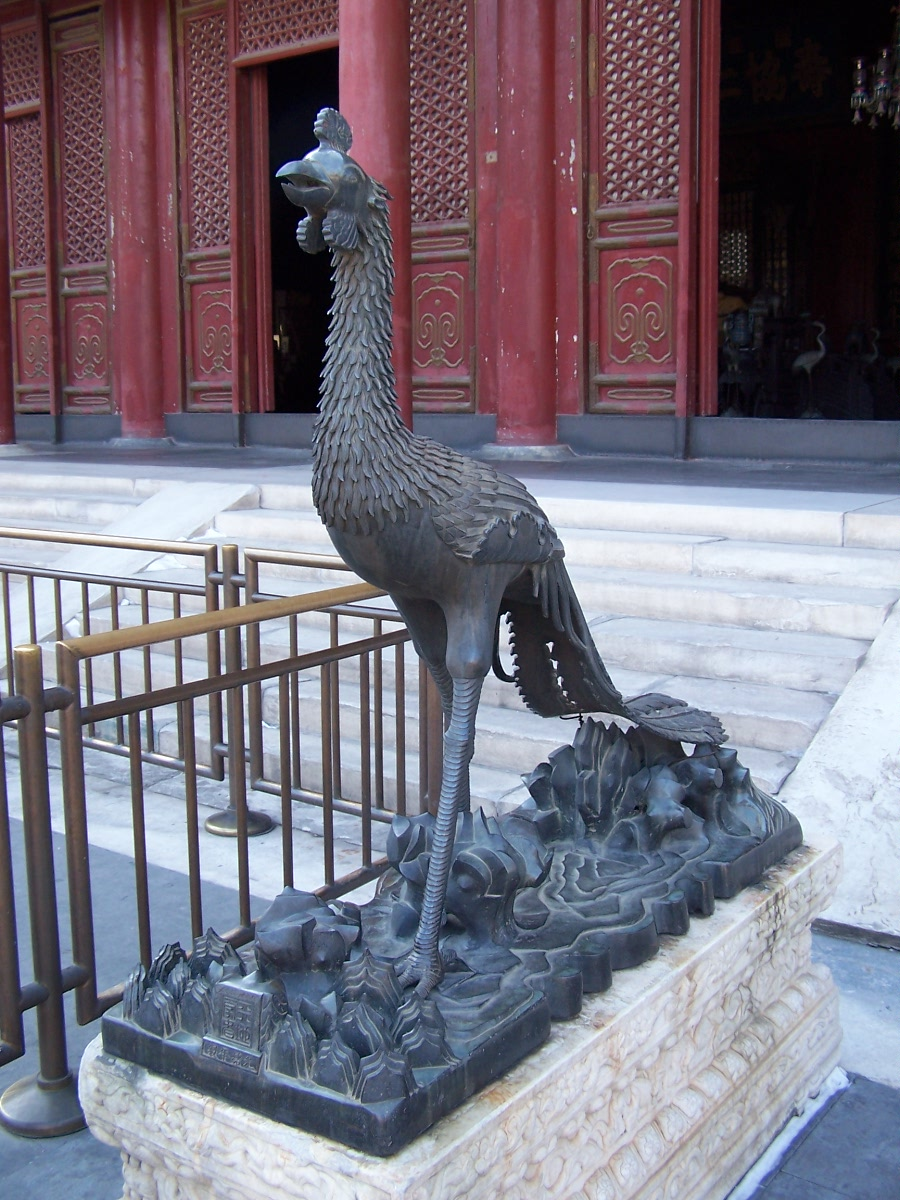
Feng-huang (Fenghuang)ot ábrázoló bronzszobor a pekingi Nyári Palotában

A feng-huang (fenghuang) vagy kínai főnix csodálatos madár a kínai mitológiában, a tollas lények ura. Nyugaton általában főnixként értelmezik, és így is fordítják. Már a Sang (Shang)-kori jóslócsontokon is említik. Az ókortól kezdve népszerű a kínai művészetben. A középkorban, a sárkánnyal együtt az uralkodó szimbólumának számított, de még gyakrabban a császárnét, a köznép körében pedig a menyasszonyt jelképezte.

## Eredete

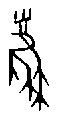
A feng 鳳 írásjegy korai piktogram formája a Sang (Shang)-kori jóslócsontokon

A feng 鳳 írásjegy piktografikus változata már a kínai írás első emlékein, a Sang (Shang)-korból származó úgy nevezett jóslócsontokon is megtalálható. A kutatók szerint a feng a szél istenét jelenthette, aki a legfőbb isten Sang-ti (Shangdi) küldötte lehetett. Továbbá azt sem lehet kizárni, hogy a feng kapcsolatba hozható azzal, hogy a jin (yin) törzsek egy részének a madár volt a totemőse.
A kínai főnixet később kéttagú szóösszetétel formájában nevezték meg. Azonban a feng-huang (fenghuang) (鳳凰) kifejezésben szereplő huang 凰 szó etimológiája nem teljesen egyértelmű. Egyes tudósok azt feltételezik, hogy a huang eredetileg egy különleges fésű volt, amelyet a feng viselt a fején. Ez a fésű, vagy fésűszerű tárgy a felkelő napot mintázhatta, melynek sugarai a fésű három ága volt. A feng szoláris kapcsolatára utalhat az is, hogy a hagyományos öt őselemről vallott elképzelés szerint a feng-huang (fenghuang) a tűz elemhez kapcsolódik. A középkori kínai szöveget nevének etimológiáját úgy magyarázzák, hogy a feng a hím, a huang pedig a nőstény főnix.

## Megjelenése

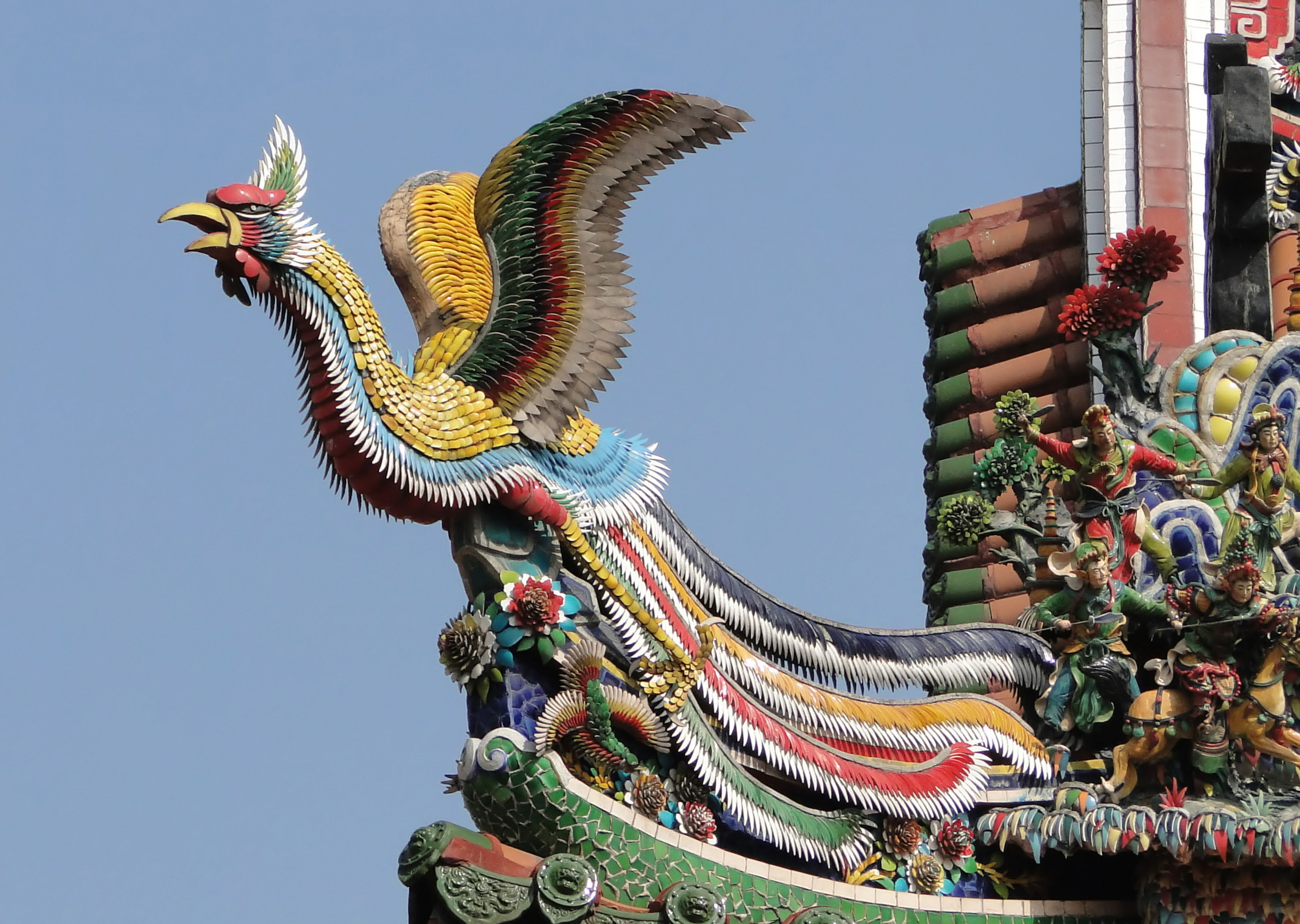
Feng-huang (Fenghuang)ot ábrázoló templomi tetődísz

Az i. sz. 100-ban összeállított kínai etimológiai szótár, a Suo-ven csie-ce (Shuowen jiezi) szerzője, Hszü Sen (Xu Shen) szerint a feng egy isten madár, amelynek kakascsőre van, begye a fecskéé, nyaka a kígyóé, a testén a sárkányéhoz hasonló minták láthatók, farka halé, hátulról az egyszarvúhoz hasonlít, a háta pedig olyan, mint a teknősé. Ötszínű (ti. tarka) a tollazata, és a Tökéletes emberek keleti országában (Tung-fang csün-ce cse kuo (Dongfang junzi zhi guo) 東方君子之國) lakik. Amikor kirepül onnan, akkor a négy tenger (sze haj (si hai) 四海) határain kívül röpköd. átrepül a Kunlun-hegyen, a sebes ár övezte Csecsu (Zhizhu)-hegynél (砥柱) iszik, a Zsosuj (Ruoshui)-folyóban (弱水) nedvesíti meg tollait. Megjelenése az égalatti tartsó békéjét és nyugalmát jelenti.
A Kuo Pu (Guo Pu) által az Er ja (Er ya)hoz írt kommentárban az olvasható, hogy a feng-huang (fenghuang) olyan ismertetőjegyekkel rendelkezik, mint a kakasfej, a fecskeáll, a kígyónyak, a teknőshát, és a halfarok. Ötszínű, vagyis tarka és hat láb (cse (chi) 尺), vagyis kb. 180 cm.

### Fajtái
Caj Heng (Cai Heng) (蔡衡) a következő csoportosítását ismerteti a kínai főnixszerű madaraknak:
- feng-huang (fenghuang) (鳳凰) – vörös színű
- luan-niao (luanniao) (鸞鳥) – zöldeskék vagy azúr színű
- jüan-csu (yuanchu) (鵷雛) – sárga színű
- hung-hu (honghu) (鴻鵠) – fehér színű
- jüe-cso (yuezhuo) (鸑鷟) – bíbor, lila színű

A Mérlegelések című műhöz írott kommentár (Lu heng hsziao si (Lun heng xiao shi) 《論衡校釋》) a négy égtájnak valamint a középnek, mind megvan a maga óriás madara (ta-niao (daniao) 大鳥), amelyek, ha kirepülnek, a többi madár csoportba verődve követi őket.
A Suo-ven csie-ce (Shuowen jiezi) az öt égtájhoz kapcsolódó „isteni madarakról” (sen-niao (shenniao) 神鳥) tesz említést:
- kelet – fa-ming (faming) (發明)
- dél – csiao-ming (jiaoming) (焦明)
- nyugat – szu-suang (sushuang) (鷫鷞)
- észak – ju-csang (youchang) (幽昌)
- közép feng-huang (fenghuang) (鳳皇)

A Madarak kánonja (Csin csing (Qin jing) 《禽經》) a színek szerint a következő fajtáit ismeri és különbözteti meg a főnixnek:
- a zöldeskék vagy azúr színű a ho (he) (鶡)
- a vörös színű a csun (chun) (鶉)
- a sárga színű a jen (yan) (焉)
- a fehér színű a szu (su) (肅)
- a bíbor vagy a lila színű a cso (zhuo) (鷟)

## Szerepe jelentősége
A feng-huang (fenghuang) felbukkanását a kínai mitológiában leginkább a béke és a felvirágzás előjelének tartották. Szerepel a Sárga Császárról és a Sun (Shun)ról szóló legendákban is. Fu-hszi (Fuxi) amikor megjelent a feng-huang (fenghuang) elragadtatásában és tisztelete jeléül külön zenedarabot is szerzett. A források elemzésével kimutatható hogy a feng-huang (fenghuang) érkezése eredetileg kapcsolódott az eső eleredéséhez. Úgy tartották továbbá, hogy a feng-huang (fenghuang) az évszakok ismerője ezért például Sao-hao (Shaohao) a naptárért felelős hivatalnokait Feng-niao-si (Fengniaoshi)nek (鳳鳥氏), vagyis a „Főnix nemzetségből való”-nak nevezte el.
A középkori mitológiában az altruizmus, az emberszeretet (zsen (ren) 仁) megtestesülésének tartották és a sárkánnyal együtt az uralkodó szimbólumának számított. Ennél is elterjedtebb volt, hogy a mindenkori császárnét jelképezte, a köznép körében pedig a menyasszonyt.
A feng-huang (fenghuang) alakja gyakorta összeolvadt a déli égtájat jelképező vörös madár (csu-niao (zhuniao) vagy csu-csiao (zhujiao)) alakjával is. A taoista legendák szerint a halhatatlan szentek olykor a feng-huang (fenghuang) hátán utazták be az eget. Több elbeszélés is fennmaradt azzal kapcsolatban, hogy asszonyok megjelent a feng-huang (fenghuang) álmukban akik azután kiváló érdemű fiakat szültek.
A feng-huang (fenghuang) alakja már a legősibb időktől kezdve népszerű a kínai képző- és díszítőművészetben. Már a Sang (Shang)-kori szertartási bronzedényeken megjelenő hosszú farkú, tarajos madár is a feng-huang (fenghuang) lehetett. A szakértők szerint nem lehet kizárni azt a lehetőséget, hogy a feng-huang (fenghuang) megjelenítésére erősen hatott a páva alakja.